# Go-Toba
Imperador Go-Toba (後鳥羽天皇, [[[1180]] — 1239] Erro: {{japonês}}: texto da transliteração contém caractere não latino (pos 19) (ajuda)) foi o 82º Imperador do Japão, na lista tradicional de sucessão.

## Vida
Antes de sua ascensão ao Trono do Crisântemo  seu nome pessoal era Takanari. Foi o quarto filho do Imperador Takakura e neto do Imperador Go-Shirakawa. Sua mãe era Bōmon Shōkushi, filha de Bōmon Nobutaka, do clã Fujiwara.
Em 1183, durante as Guerras Genpei, o Imperador Antoku, que era apoiado pelo clã Taira, fugiu da capital imperial temendo o avanço do clã Minamoto, rival dos Taira. Com a ausência de Antoku  o Imperador Aposentado Go-Shirakawa deu a sucessão ao Imperador Go-Toba, que tinha então três anos. O clã Minamoto reconheceu a sucessão ao trono, mas  os tesouros sagrados ainda estavam com Antoku; sendo esta a primeira vez na história do Japão que não ocorrera a transmissão dos tesouros imperiais de um monarca a seu sucessor. De fato, até o final da guerra, em 1185 havia dois imperadores reinantes: Antoku (reconhecido pelos Taira) e Go-Toba (reconhecido pelos Minamoto). O conflito terminou com o suicídio do Imperador Antoku naquele ano.
Em 1192 com a morte de Go-Shirakawa, Yoritomo, líder do Clã Minamoto, instituiu o Xogunato, instalando-se em Kamakura.
Em 1198 Yoritomo forçou Go-Toba a abdicar ao trono quando tinha apenas dezoito anos. Dois dos filhos do imperador, o Imperador Tsuchimikado e o Imperador Juntoku lhe sucederam ao trono, mas quando estas crianças governaram também foram obrigadas a abdicar antes de se tornarem adultos. Apesar disso, Go-Toba ainda detinha o cargo de imperador aposentado entre 1198 e 1221, mas com mais limitações do que os seus antecessores do período Heian.
Foi durante este período, que decretou que os seguidores da seita Terra Pura (Jodo Shu), liderada por Honen Shonin, seriam exilados e, em alguns casos executados. Isto ocorreu por pressão do clero das outras seitas que tinham medo do crescimento da nova seita. Go-Toba ordenou o decreto depois de saber que duas de suas concubinas entraram para a seita sem o seu consentimento. Uma delas foi Ninshi filha do Daijō Daijin Fujiwara no Kanezane.
Em 1221, por pressão do Xogunato ascende ao trono o imperador Chukyo, neto de Go-Toba, com apenas três anos de idade; nesta ocasião Go-Toba iniciou uma rebelião que tentou derrubar o Xogunato e a restauração do poder imperial. Neste conflito, conhecido como Guerra Jōkyū o ex-Imperador contou com o apoio dos antigos aliados dos Taira; mas os samurais da região de Kanto apoiaram o Xogunato. Hōjō Masako, viúva de Yoritomo, persuadiu os guerreiros afirmando que se fossem derrotados perderiam todos seus privilégios e que a Corte Imperial e a antiga aristocracia retomariam estes privilégios. Após a  Terceira Batalha de Uji a rebelião foi controlada e Go-Toba foi exilado para as Ilhas Oki, de onde nunca mais voltou, alguns de seus filhos também foram exilados para outros lugares, e o Imperador Chukyo foi destronado poucos meses depois de assumir o trono em favor do Imperador Go-Horikawa, sobrinho de Go-Toba.
Ele passou seus últimos 18 anos no exílio e foi enterrado nessas ilhas; embora parte de seu corpo foi enterrado no final Ohara, Kyoto.

## Poeta
Sua maior contribuição para a literatura foi o Shin Kokinshū (A Nova Antologia de Wakas Antigos e Modernos), que é considerada uma das três principais antologias de waka junto com Man'yōshū e Kokin Wakashū. Além de ordenar sua criação, participou do grupo de trabalho como editor. Ele revitalizou o Waka-sho (和歌所, Departamento de Waka). 
Durante seu exílio, ele continuou a escrever wakas e editar antologias, também escreveu seu Go-Toba no in gokuden ("Ensinamentos Secretos"), um curto trabalho na crítica estética; que é particularmente valiosos como uma fonte sobre os complicado relacionamento entre Go-Toba e Fujiwara no Teika um dos maiores poetas da época.
Um de seus poemas de 31 sílabas foi escolhido por Fujiwara no Teika como número 99 na antologia popular Hyakunin Isshu.

## Daijō-kan
- Sesshō, Konoe Motomichi, 1160–1233.
- Sesshō, Matsu Morie, 1172–1238.
- Sesshō, Kujō Kanezane.
- Daijō Daijin, Kujō Kanezane.
- Daijō Daijin, Kujō Kanefusa, d. 1217
- Sadaijin, Ōimikado Tsunemune, 1119–1189
- Sadaijin, Tokudaiji Sanesada, 1139–1191.
- Sadaijin, Sanjō Sanefusa, 1147–1225.
- Sadaijin, Ōimikado Yorizane, 1155–1225.
- Udaijin, Tokudaiji Sanesada.
- Udaijin, Sanjō Sanefusa.
- Udaijin, Ōimikado Yorizane.
- Naidaijin, Matsu Morie.
- Naidaijin, Tokudaiji Sanesada.
- Naidaijin, Konoe Motomichi.
- Naidaijin, Kujō Kanefusa.
- Naidaijin, Kujō Yoshimichi, 1167–1188.
- Naidaijin, Fujiwara no Tudachida, d. 1195.
- Naidaijin, Kujō Yoshitsine, 1169–1206.